# Cyrtodactylus regicavernicolus
Cyrtodactylus regicavernicolus — вид ящірок з родини геконових (Gekkonidae). Описаний у 2024 році.

## Поширення
Ендемік Камбоджі. Типовий зразок виявлено у місцевості Пном Преа Кухеар Лоунг поблизу села Чрорклі в окрузі Бантеаймеас провінції Кампот на півдні країни (10.66459°N 104,53687°E). Популяція виду знайдена в ізольованому вапняковому карстовому блоці.